# Дванадцять точок впливу
Дванадцять точок впливу на втручання в систему запропонувала Донелла Медоуз, вчена і системний аналітик, яка досліджувала економічного зростання в контексті навколишнього середовищаа. 

## Історія
Точки впливу (левереджу), вперше опубліковані в 1997 році, були натхненні відвідуванням Медоуз засідання Північноамериканської угоди про вільну торгівлю (НАФТА) на початку 1990-х років, де вона зрозуміла, що пропонується дуже велика нова система, але механізми управління нею є неефективними. Медоуз, яка працювала у галузі системного аналізу, запропонувала шкалу точок втручання в систему. Ідентифікація та управління цими важелями є аспектом самоорганізації та може вести до колективного розуму (інтелекту). Її спостереження часто цитуються в економіці енергетики, зеленій економіці та теорії людського розвитку .
Медоуз почала зі спостереження того, що існують важелі або місця в складній системі (такій як підприємство, місто, економіка, жива істота, екосистема, екорегіон ), де «одне невелике зрушення може призвести до великих змін у всьому» (порівняйте: обмеження в сенсі теорії обмежень ).
Донелла стверджувала, що нам потрібно знати про ці зміни, де вони є і як ними скористатися. Вона сказала, що більшість людей інстинктивно знають, де знаходяться ці точки, але схильні регулювати їх у неправильному напрямку. Краще розуміння допоможе вирішити глобальні проблеми, такі як безробіття, голод, економічна стагнація, забруднення, виснаження ресурсів і проблеми збереження природи.
Медоуз почала зі списку з дев’яти таких точок, а потім розширила його до дванадцяти з поясненнями та прикладами для систем загалом. Вона описує систему як таку, що перебуває в певному стані, та складається з запасів і потоків: з притоками (кількість, що надходить у систему) і відтоками (кількість, що виходить із системи). У певний момент часу система перебуває в певному  стані. Також може існувати мета, щоб система перебувала в певному стані. Різниця між поточним станом і майбутнім становить аналізовану невідповідність.
Наприклад, можна розглянути озеро або водосховище, яке містить певну кількість води. Притоки - це кількість води, що надходить з річок, дощові опади, дренаж з прилеглих ґрунтів та стічні води з місцевого промислового підприємства. Відтоки - це кількість води, яка використовується для зрошення сусіднього кукурудзяного поля, вода, яку використовує місцевий завод для роботи, а також місцевий кемпінг, вода, що випаровується в атмосфера, та надлишки води, що просочуються, коли водосховище переповнене. Місцеві жителі скаржаться на те, що рівень води падає, забруднення зростає, а також на потенційний вплив скидання гарячої води в озеро на життя (зокрема, на рибу). Це різниця між сприйнятим станом (забруднення або низький рівень води) і метою (незабруднене озеро).

## Точки впливу для втручання в систему
Нижче наведено в порядку зростання ефективності.

### 12. Константи, параметри, числа
Параметри – це точки, що мають найменший ефект впливу. Хоча вони найбільш чітко окреслені серед усіх важелів, вони рідко змінюють поведінку і тому мають незначний довгостроковий ефект.
Наприклад, кліматичні параметри не так легко змінити (кількість опадів, швидкість випаровування, температуру води), але саме про них люди думають в першу чергу (вони пам'ятають, що в їхній молодості дощів, безумовно, було більше). Ці параметри дійсно дуже важливі. Але навіть якщо їх змінити (покращити верхню течію річки, щоб каналізувати воду, що надходить), вони не сильно змінять поведінку.

### 11. Розмір буферів та інших стабілізуючих запасів відносно їх потоків
Здатність буфера стабілізувати систему є особливо важливою, коли обсяг запасу значно перевищує потенційний обсяг притоків або відтоків. В озері вода є буфером: якщо її набагато більше, ніж приплив/відтік, система залишається стабільною.
Наприклад, мешканці занепокоєні тим, що озерна риба може загинути внаслідок скидання гарячої води безпосередньо в озеро без попереднього охолодження. Однак вода в озері має велику теплоємність, тому є потужним тепловим буфером. За умови, що викид відбувається на достатньо малій глибині, під термоклин, і об'єм озера достатньо великий, буферна здатність води може запобігти вимиранню риби від надмірної температури.
Буфери можуть покращити систему, але вони часто є фізичними об’єктами, розмір яких є обмеженим і не піддається швидкій і не затратній регуляції.

### 10. Структура матеріальних запасів і потоків (така як транспортна мережа, вікова структура населення)
Структура системи може мати величезний вплив на роботу, але змінити її може бути важко або надзвичайно дорого. Коливання, обмеження, та вузькі місця можуть бути менш затратними для впливу.
Наприклад, мешканці занепокоєні тим, що їхнє озеро забруднюється, оскільки промисловість викидає хімічні забруднювачі безпосередньо у воду без будь-якого попереднього очищення. Система може потребувати відведення використаної води на очисні споруди, але для цього необхідно перебудувати підземну систему відведення використаної води (що може бути досить дорогим).

### 9. Тривалість затримок відносно швидкості системних змін
Інформація, отримана надто швидко або пізно, може спричинити надмірну або недостатню реакцію.
Наприклад, міська рада розглядає можливість будівництва очисних споруд. Однак на будівництво заводу знадобиться 5 років, а працювати він буде близько 30 років. Перша затримка унеможливить очищення води протягом перших 5 років, а друга затримка унеможливить будівництво заводу з потрібною потужністю.

### 8. Сила циклів негативного зворотного зв’язку відносно ефекту, який вони намагаються виправити
Цикл (петля) негативного зворотного зв’язку уповільнює процес, сприяючи стабільності. Завдяки константам, точності та швидкості інформаційного зворотного зв’язку, розміру коригувальних потоків петля негативного звортного звʼязку буде тримати запас біля цільового стану.
Наприклад, одним із способів запобігти подальшому забрудненню озера може бути встановлення додаткового збору з промислового підприємства на основі виміряних концентрацій його стічних вод.  Скажімо, керівництво заводу має сплачувати до фонду управління водними ресурсами щотижня або щомісяця, залежно від фактичної кількості відходів, виявлених в озері; в цьому випадку вони отримають пряму вигоду не просто від зменшення обсягів викидання відходів, а від зменшення їх кількості настільки, щоб досягти бажаного ефекту - зниження концентрації в озері.  Вони не можуть отримати вигоду від того, що "завдаватимуть шкоди повільніше" - тільки від того, що реально допомагатимуть.  Якщо скорочення викидів, навіть до нуля, є недостатнім для того, щоб озеро могло природним чином очиститися від відходів, то вони все одно будуть на гачку очищення.  Це схоже на американську систему "Суперфонду" і відповідає загальноприйнятому принципу "забруднювач платить".

### 7. Виграш від побудови циклів позитивного зворотного зв'язку
Цикл позитивного зворотного зв’язку прискорює процес. Медоуз вказує на те, що в більшості випадків краще уповільнювати позитивний цикл, ніж прискорювати негативний.
Евтрофікація озера - це типова петля зворотного зв'язку, яка виходить з-під контролю. В евтрофному озері (що означає добре збагаченому) можна підтримувати багато живих організмів, в тому числі рибу. Збільшуючи поживні речовини отримаємо збільшення розмноження, зросте спочатку фітопланктон, який використовує багато поживних речовин, а потім зросте зоопланктон, який живиться першими, і збільшиться рибна популяція. Чим більше доступних поживних речовин, тим більше зростає розмноження. Коли планктонні організми відмирають, вони падають на дно озера, де їхні рештки розкладаються під дією мікроорганізмів-розкладачів. Однак ця деградація використовує наявний кисень, і за наявності величезної кількості органічної речовини, що розкладається, середовище поступово стає аноксичним (доступного кисню більше немає). З часом все життя, залежне від кисню, гине, і озеро стає смердючим аноксичним місцем, де не може підтримуватися жодне життя (зокрема, риби).

### 6. Структура інформаційного потоку (хто має, а хто не має доступу до різних родів інформації)
Інформаційний потік – це не параметр, і не підсилювальний або сповільнювальний цикл. Натомість, це цикл, який доставляє нову інформацію. Змінити інформаційні потоки дешевше і легше, ніж структуру.
Наприклад, щомісячний публічний звіт про рівень забруднення води, особливо поблизу промислових викидів, може мати великий вплив на думку людей про промисловість і призвести до зміни рівня забруднення стічних вод.

### 5. Правила системи (заохочення, покарання, обмеження)
Звертайте увагу на правила і на те, хто їх створює.
Наприклад, посилення законодавства, пов'язаного з лімітами на викиди хімічних речовин, або збільшення суми податку на будь-яку воду, що містить певний забруднювач, матиме дуже сильний вплив на якість води в озері.

### 4. Можливість додавати, змінювати, розвивати або самоорганізовувати структуру системи
Самоорганізація описує здатність системи змінювати себе, створюючи нові структури, додаючи нові негативні та позитивні зворотні зв’язки, сприяючи новим потокам інформації або створюючи нові правила.
Наприклад, мікроорганізми мають здатність не тільки змінюватися, щоб пристосуватися до нового забрудненого середовища, але й еволюціонувати, що робить їх здатними до біологічного розкладання або біоакумуляції хімічних забруднювачів. Ця здатність частини системи брати участь у власній еко-еволюції є основним важелем для змін.

### 3. Мета системи
Зміна цілей змінює всі перелічені вище елементи: параметри, цикли зворотного зв’язку, інформацію, та самоорганізацію.
Рішенням міської ради може бути зміна цільового призначення озера з безкоштовного об'єкту для громадського та приватного використання на об'єкт, орієнтований на екотуризм, або як зона заповідник. Така зміна мети вплине на кілька вищезгаданих важелів впливу: інформація про якість води стане обов'язковою, а за незаконне скидання стоків буде передбачено юридичне покарання.

### 2. Парадигма, з якої виникає система: її цілі, структура, правила, затримки, параметри
Соціальна парадигма — це ідея, спільне неписане правило або система мислення, яка є основою складних соціальних структур. Парадигми дуже важко змінити, але зміні парадигми немає меж. Медоуз вказує на те, що парадигми можуть бути змінені, якщо неодноразово і послідовно вказувати на аномалії та помилки в поточній парадигмі тим, хто відкритий до такої інформації.
Поточна парадигма така: «Природа — це запас ресурсів, які потрібно перетворити на потреби людини».
Що позитивного могло б статися з озером, якби ця колективна ідея змінилася?

### 1. Сила виходити за рамки парадигми
Виходити за рамки парадигми можна киданням виклику фундаментальним припущенням у сферу зміни цінностей і пріоритетів, які ведуть до припущень, і можливості вибирати серед наборів цінностей за бажанням.
Сьогодні багато хто сприймає природу як запас ресурсів, які потрібно перетворити на людські потреби.  Багато корінних народів вважають природу живим богом, якого треба любити, якому треба поклонятися і з яким треба жити.  Ці погляди несумісні, але, можливо, інша точка зору могла б увібрати в себе обидва ці погляди, а також інші.

## Дивись також
- Складність, вирішення проблем і стійкі суспільства — Джозеф Тейнтер (англійською)[en]
- Атмосфера Землі
- Цілеспрямоване вдосконалення (англійською)[en]
- Моделювання точки плеча (англійською)[en]
- Природа
- Запас і потік
- Систематика — Джон Галл (англійською)[en]
- Теорія обмежень